# Calle Saphy
La Calle Saphy es una calle ubicada en la zona monumental de la ciudad del Cusco, Perú. Junto con la Calle Plateros y la Avenida El Sol sigue el trayecto del río Saphy que cruza el centro mismo de la ciudad de noroeste a sureste y que fuera canalizado inicialmente durante el imperio Inca y cubierto totalmente a inicios del siglo XX.

## Historia
El río Saphy tiene una importancia en el desarrollo de la ciudad del Cusco ya que cruza la misma y, a su vera, se construyeron importantes palacios. Los incas utilizaron este río como límite suroeste del centro de la ciudad dedicado a los palacios de la realeza incaica y lo canalizaron a la par que establecieron puentes que unan ambas orillas. Así,el adoratorio denominado Wankapunku se ubicaba en lo que es hoy la intersección de las calles Saphy y Tambo de Montero.. Durante la colonia, el Cabildo del Cusco dispuso mejorar la canalización del río para la construcción de inmuebles a la vera del río como la Casa de Illán Suárez de Carbajal. En efecto, en 1555, el corregidor del Cusco, Sebastián Garcilaso de la Vega autorizó la construcción de edificios en medio del Huacaypata generando de esa manera las manzanas ubicadas actualmente entre las calles Espaderos, Del medio, Mantas, Heladeros y Espinar así como las actuales Plazas de Armas, Regocijo, Espinar y el actual Hotel de Turistas bajo los cuales transcurre el río.
La actual calle fue establecida en el siglo XX cuando entre 1922 y 1934 se procedió a culminar la canalización del río en los sectores desde la Compañía hasta baños de Saphy incluyendo el tendido de la actual calle Plateros. En 1927, sobre esta calle se inició la construcción de una carretera que llegara hasta el cerro Sacsayhuamán debido a la construcción del Colegio Salesiano y que es actualmente la avenida Don Bosco.
Desde 1972 la vía forma parte de la Zona Monumental del Cusco declarada como Monumento Histórico del Perú. Asimismo, en 1983 al ser parte del casco histórico de la ciudad del Cusco, forma parte de la zona central declarada por la UNESCO como Patrimonio Cultural de la Humanidad. y en el 2014, al formar parte de la red vial del Tawantinsuyo volvió a ser declarada como patrimonio de la humanidad.

## Recorrido
La calle inicia su recorrido en el cruce con la vía formada por las calles Siete Cuartones y Tigre en la zona denominada "de las escuelas". En esa esquina se levanta, hacia el sur, el Convento de Santa Teresa del que destaca el balcón en ajímez ubicado en la misma esquina y que es una de las construcciones más antiguas de la ciudad del tiempo en que esa construcción formaba parte de la Casa Silva. Hacia el norte se levanta la Casa Ochoa Escalante y, frente a ella, la Casa Ochoa Raa. En esa misma cuadra se ubica el actual local de la Comisaría del Cusco en lo que fue la Casa de Mateo Pumacahua. El resto de la calle tiene un carácter residencial con comercios locales hasta el desvío a la calle Don Bosco que lleva hasta el Colegio Salesiano, la Iglesia de San Cristóbal y las ruinas de Sacsayhuamán. Desde ese punto, el río ya no se encuentra canalizado y la vía avanza paralela al río por unos cuatrocientos metros hasta la puerta del local de SedaCusco.

#### Libros y publicaciones
- Angles Vargas, Víctor (1988). Historia del Cusco Incaico Tomo I. Lima: Industrialgráfica S.A.
- Angles Vargas, Víctor (1983). Historia del Cusco Cusco Colonial Tomo II Libro Segundo. Lima: Industrialgrafica S.A.
- Coronado Esquivel, Jessica; Apaza Callañaupa, Roel (2017). «La modernización de la ciudad y su salubridad: la canalización del Cusco a principios del siglo XX». Summa Humanitatis 9 (1). Consultado el 7 de octubre de 2019.

- Datos: Q70028510
- Multimedia: Calle Saphy / Q70028510